# Иванов, Илья Григорьевич
Иванов Илья Григорьевич — председатель Всесоюзного совета евангельских христиан-баптистов в 1966—1974 годах.

## Юность
Илья Григорьевич Иванов родился 9 апреля 1898 года в селе Дудновичи, Смоленской губернии. В первый день своей жизни он лишился матери. Когда мальчику было около двух лет, его усыновила православная бездетная семья железнодорожного служащего Лапшина, приехавшая на летний отдых в это село. Однако когда Илюше исполнилось шесть лет, умер отчим. Все дальнейшие заботы о нём взяла на себя Елена Всеволодовна — женщина образованная и вместе с тем отличавшаяся богобоязненностью. О своём усыновлении Илья узнал только в 15-летнем возрасте.
В Москве он получил среднее образование. Вначале он жил в Севастополе, позднее с семьёй переехал в Москву.
В 1917 году Илья стал посещать собрания евангельских христиан на Сретенке в Москве на Малом Головином переулке. На одном из собраний проповедовал известный проповедник из Петербурга Фёдор Иванович Белоусов. В это собрание Илья обратился к Богу с молитвой покаяния.
В 1918 году через водное крещение (совершил его Ф. С. Савельев) присоединился к Московской общине евангельских христиан. Илья стал участвовать в работе воскресной школы, затем — кружка христианской молодёжи. Его стали допускать проповедовать.
В 1921 году из Вятки в Москву прибыл всесоюзный благовестник Союза христианской молодёжи евангельских христиан А. И. Мицкевич. По приезде его избрали благовестником Московского кружка христианской молодёжи и направили в миссионерское путешествие по Тверской губернии. Вместе с Ильёй посетили христианские коммуны «Утренняя звезда», «Вифания», «Гефсимания». По дороге останавливались в городах и сёлах, благовествуя о Христе.

## Пацифизм
И. Г. Иванов, согласно декрета от 4 января 1919 года, был освобождён от военной службы с оружием в руках. На суде в его защиту выступил эксперт А. Л. Андреев.
После рассылки в 1922 году по общинам евангельских христиан антипацифистского обращения за подписями И. С. Проханова, Пелевина, Ф. С. Савельева и А. Л. Андреева о необходимости несении военной службы, И. Г. Иванов перешёл в пацифистскую общину евангельских христиан «У Красных ворот». Участвовал в неформальном движении евангельских христиан-пацифистов, добивавшихся сохранения за верующими права на отказ от воинской службы по религиозным мотивам, за что в 1923 году был подвергнут аресту.
На почве общих пацифистских взглядов сблизился с группой «трезвенников» Ивана Николаевича Колоскова, по их приглашению около двух лет работал с их молодёжью.
Председатель ВСЕХ И. С. Проханов хотел отправить И. Г. Иванова на учёбу за границу, но из этого ничего не получилось, вместо этого Иванов закончил Библейские курсы в Ленинграде.
В 1924—1928 годах участвовал в христианском кооперативном движении, был организатором и руководителем христианского кооператива «Пищепродукт» в Москве (в ведении которого было шесть столовых), входил в Совет кооперации.
Наряду с Я. И. Жидковым, А. В. Каревым, Н. А. Левинданто Илья Григорьевич Иванов был непосредственным участником и организатором совещаний и съездов ВСЕХ.

## Репрессии
В 1929 году И. Г. Иванов был осуждён на 5 лет. Он отбывал свой срок в шестнадцати пересыльных тюрьмах и в четырёх лагерях: в Можайске, в Мариинске, в Соловецком, в Свирском (Лодейное поле). В качестве заключённого участвовал в строительстве Беломорканала.
Повторно был осуждён в 1934 году на 10 лет, отбывал наказание в Амурских лагерях, на Байкале, сначала на общих работах, а потом в бухгалтерии. Был освобожден в 1944 году.

## Работа во ВСЕХБ
В начале 1944 года А. В. Карев и Я. И. Жидков пригласили И. Г. Иванова на работу в союз; он много потрудился в евангельско-баптистских общинах Молдавии и Белоруссии, был избран старшим пресвитерам по Молдавии.
В 1948 году, после смерти Ф. Г. Патковского, И. Г. Иванов стал казначеем и членом ВСЕХБ. Вплоть до Всесоюзного съезда евангельских христиан-баптистов в 1966 году он служил казначеем, будучи членом ВСЕХБ, а затем и Членом Президиума ВСЕХБ. В 1966 году он был избран председателем ВСЕХБ. Именно при нем были открыты Заочные библейские курсы в Москве.
С 1966 по 1974 год И. Г. Иванов был председателем Всесоюзного совета евангельских христиан-баптистов. В 1974 году в связи с преклонным возрастом Илья Григорьевич оставил этот труд и был избран почётным председателем ВСЕХБ.
В последующие годы он продолжал трудиться в церкви как проповедник и подготовил ряд статей для журнала «Братский вестник», среди которых следует отметить «Завещание Спасителя мира».

## Семья
В 1924 году он женился на сестре в Господе Марии Васильевне Мироновой. В их семье было трое детей. Дочь Лидия много лет проработала сотрудницей канцелярии ВСЕХБ.

## Воспоминания
Воспоминания А. И. Мицкевича:

Илья Григорьевич обладал кротким и смиренным характером. По внутреннему содержанию духовно развитый, начитанный, прекрасный проповедник, собеседник и чуткий ко всем нуждам. Проповеди его были глубоко-назидательные, произносимые литературным русским языком. Несмотря на то, что он долгие годы был оторван от братства, сохранил основы евангельских истин и был верным пастырем церквей Христовых.
 
Пройдя путь больших испытаний, он до конца сохранил ясность ума и очи его не поблекли. До конца не нуждался в каких-либо очках. До 1979 года он всё ещё выступал с проповедями в Московской Церкви. Церковь любила слушать его глубоковоспитательные проповеди, которые больше всего изображали Спасителя нашего Иисуса Христа— Мицкевич А. И. — История евангельских христиан-баптистов // Москва, РС ЕХБ, 2007, С.500
.